# Douglas Heyes
Pour les articles homonymes, voir Heyes.
Douglas Heyes, né le 22 mai 1919 à Los Angeles et mort le 8 février 1993 à Beverly Hills dans l'état de la Californie, est un réalisateur de cinéma et de télévision, un scénariste, un producteur de cinéma et de télévision et un romancier américain, aussi connu sous le pseudonyme de Matthew Howard.
Il est principalement connu pour être le scénariste du film Destination Zebra, station polaire de John Sturges et le créateur et producteur de la série télévisée La Côte sauvage. Il a également réalisé de nombreux épisodes de séries télévisées, dont plusieurs pour les séries La Quatrième Dimension (notamment le remarquable Neuvième étage) et Thriller et participé à la création de multiples autres séries, comme Tales of the 77th Bengal Lancers, Opération danger (Alias Smith and Jones), Nord et Sud (North and South) ou Police 2000 (The Highwayman).

## Biographie
Douglas Heyes naît le 22 mai 1919 à Los Angeles. Il participe à la Seconde Guerre mondiale au sein de l'U.S. Army.
Il commence sa carrière dans le milieu de la télévision en 1953, en prenant part à l'écriture et à la réalisation de deux épisodes de la série télévisée Your Jeweler's Showcase. Il s'en va ensuite travailler pour le cinéma comme scénariste pour le réalisateur William Castle, notamment sur le western La Bataille de Rogue River (The Battle of Rogue River) ou le film d'action historique Intrigues sous les tropiques (Drums of Tahiti). 
Il revient dans le monde de la télévision la même année, secteur où il exerce dès lors la majeure partie de sa carrière. Il s'illustre d'abord avec la série Rintintin (The Adventures of Rin Tin Tin), pour laquelle il réalise ou écrit plus d'une quarantaine d’épisodes. En 1956, il imagine une nouvelle série, Tales of the 77th Bengal Lancers, qui suit les aventures d'un régiment fictif de lanciers de l'Armée indienne britannique. On le retrouve ensuite dans de nombreuses séries, comme Maverick, Naked City, Cheyenne, Law of the Plainsman ou Circus Boy.
En 1959, il commence à travailler pour la série La Quatrième Dimension (The Twilight Zone), en compagnie notamment de Rod Serling, Charles Beaumont ou Richard Matheson. Il réalise quatre épisodes de la première saison et cinq épisodes de la deuxième saison.
Il passe à la réalisation pour le cinéma en 1964 avec le film policier La Chatte au fouet (Kitten with a Whip), adapté d'un roman de Dale Wilmer. Deux ans plus tard, il signe le film d'aventure Beau Geste le baroudeur (Beau Geste), une adaptation du roman Beau Geste de l'écrivain Percival Christopher Wren.
En 1971, il imagine la série télévisée Bearcats! qui narre les exploits d'un duo d'aventuriers parcourant le sud-ouest américain au volant d'un Stutz Bearcat. La même année, il scénarise et filme le premier épisode de la série Opération danger (Alias Smith and Jones) imaginé par le scénariste Glen A. Larson. En 1972, il adapte un roman de l'écrivain L. P. Davies pour le réalisateur Lamont Johnson qui signe le film d'espionnage Requiem pour un espion (The Groundstar Conspiracy). En 1974, il adapte en téléfilm le roman L'Homme clandestin (The Underground Man) de l'écrivain Ross MacDonald. Ce téléfilm donne naissance l'année suivante à la mini-série Archer (en), avec Brian Keith dans le rôle du détective privé Lew Archer.
Comme romancier, il signe trois romans policiers, dont le roman noir À qui se fier (The Kiss-Off) mettant en scène le détective privé Steven Donahue Mallory qui enquête dans la ville de Los Angeles.
Il meurt le 8 février 1993 à Beverly Hills d'une crise cardiaque.

## Œuvre

### Filmographie

#### Comme réalisateur

##### Au cinéma
- 1964 : La Chatte au fouet (Kitten with a Whip)
- 1966 : Beau Geste le baroudeur (Beau Geste)

##### À la télévision

###### Séries télévisées
- 1953 : Your Jeweler's Showcase, deux épisodes
- 1954 - 1956 : Rintintin (The Adventures of Rin Tin Tin), douze épisodes
- 1956 : Circus Boy, deux épisodes
- 1956 - 1957 : Tales of the 77th Bengal Lancers, sept épisodes
- 1957 - 1959 : Maverick, treize épisodes
- 1957 : Conflict, deux épisodes
- 1957 : Colt .45, deux épisodes
- 1957 - 1958 : Cheyenne, deux épisodes
- 1958 : 77 Sunset Strip, un épisode
- 1958 : Naked City, trois épisodes
- 1958 : Cimarron City (en), un épisode
- 1959 : Westinghouse Desilu Playhouse, deux épisodes
- 1959 : Laramie, un épisode
- 1959 : Law of the Plainsman, un épisode
- 1959 : Riverboat, un épisode
- 1959 : Markham, un épisode
- 1959 – 1961 : La Quatrième Dimension (The Twilight Zone), neuf épisodes
- 1960 – 1961 : Thriller, trois épisodes
- 1960 : Échec et mat (Checkmate), un épisode
- 1960 : Outlaws, un épisode
- 1961 : The Americans, un épisode
- 1962 : Le Virginien (The Virginian), un épisode
- 1963 : Bob Hope Presents the Chrysler Theatre, un épisode
- 1963 : The Richard Boone Show, un épisode
- 1965 : Haute Tension (Kraft Suspense Theatre), un épisode
- 1969 - 1972 : The Bold Ones: The Lawyers, quatre épisodes
- 1970 : Night Gallery, un épisode
- 1970 – 1973 : Un shérif à New York (McCloud), deux épisodes
- 1971 : Bearcats!, épisode pilote
- 1971 : Opération danger (Alias Smith and Jones), épisode pilote
- 1975 : Switch, un épisode
- 1976 : Captains and the Kings, cinq épisodes
- 1976 : Los Angeles, années 30 (City of Angels), deux épisodes
- 1976 : Baretta, un épisode
- 1977 : Aspen, trois épisodes
- 1979 : Terreur à bord (The French Atlantic Affair), trois épisodes
- 1985 : Magnum, un épisode
- 1986 : Rick Hunter, deux épisodes
- 1987 : Police 2000 (The Highwayman), un épisode

###### Téléfilms
- 1965 : Monte Carlo
- 1965 : The Bravo Duke
- 1969 : The Lonely Profession
- 1970 : Drive Hard, Drive Fast
- 1981 : Un visage qui vaut de l'or (The Million Dollar Face)

#### Comme scénariste

##### Au cinéma
- 1954 : La Bataille de Rogue River (The Battle of Rogue River) de William Castle
- 1954 : Intrigues sous les tropiques (Drums of Tahiti) de William Castle
- 1954 : The Iron Glove de William Castle
- 1954 : La Terreur des sans-loi (en) (Masterson of Kansas) de William Castle
- 1968 : Destination Zebra, station polaire (Ice Station Zebra) de John Sturges
- 1972 : Requiem pour un espion (The Groundstar Conspiracy) de Lamont Johnson

##### A la télévision

###### Séries télévisées
- 1953 : Your Jeweler's Showcase, un épisode
- 1954 - 1956 : Rintintin (The Adventures of Rin Tin Tin)
- 1955 - 1956 : Cheyenne, trois épisodes
- 1956 : Circus Boy, trois épisodes
- 1956 - 1957 : Tales of the 77th Bengal Lancers, neuf épisodes
- 1957 - 1959 : Maverick, onze épisodes
- 1957 : M Squad, un épisode
- 1958 : 77 Sunset Strip, un épisode
- 1958 : Cimarron City (en), un épisode
- 1959 : Westinghouse Desilu Playhouse, un épisode
- 1959 : Laramie, un épisode
- 1959 : Riverboat, un épisode
- 1959 : Markham, un épisode
- 1960 : Startime, un épisode
- 1960 : Bourbon Street Beat, un épisode
- 1960 : Intrigues à Hawaï (Hawaiian Eye), un épisode
- 1961 : The Americans, un épisode

- 1960 : Échec et mat (Checkmate), un épisode
- 1960 : Outlaws, un épisode
- 1960 – 1961 : Thriller, trois épisodes
- 1962 : Le Virginien (The Virginian), un épisode
- 1963 : Bob Hope Presents the Chrysler Theatre, un épisode
- 1970 : Night Gallery, deux épisodes
- 1971 : Opération danger (Alias Smith and Jones), un épisode
- 1969 - 1972 : The Bold Ones: The Lawyers, cinq épisodes
- 1971 : Bearcats!
- 1970 – 1973 : Un shérif à New York (McCloud), trois épisodes
- 1975 : Archer (en)
- 1975 : Get Christie Love!, un épisode
- 1975 : La Côte sauvage (Barbary Coast)
- 1976 : Los Angeles, années 30 (City of Angels), deux épisodes
- 1976 : Captains and the Kings
- 1977 : Aspen
- 1979 : Terreur à bord (The French Atlantic Affair)
- 1987 : Police 2000 (The Highwayman), épisode pilote
- 1985 : Nord et Sud (North and South)

###### Téléfilms
- 1971 : Prenez mon nom, ma femme, mon héritage (Do You Take This Stranger?) de Richard T. Heffron
- 1974 : Honky Tonk de Don Taylor
- 1974 : The Underground Man de Paul Wendkos

### Romans
- The Kiss-Off (1951) Publié en français sous le titre A qui se fier, traduction de J. Hall, Paris, Publications Zed, coll. « Haute Tension » no 12, 1963
- The 12th of Never (1963)
- The Kill (1985)